# Леди Годива
Леди Годива (умрла 1080. г.) је легендарна англосаксонска племкиња и супруга Леофрика, грофа Мерсије, који је наводно пристао на њен захтев да смањи порезе који је убирао од својих поданика, под условом да пројаше нага градом Ковентријем. Годива је прихватила овај услов и издала проглас у којем је позвала житеље града да затворе прозоре и врата и да остану у кућама. Заогрнута само дугом косом, узјахала је коња и испунила свој део договора. Према легенди, Леофрик је укинуо све порезе, осим оних на коње. О свему томе сазнајемо из хронике Flores Historiarum (Цвеће историчара), која датира из 13. столећа.
Међутим, према каснијој причи из 17. века, нису сви житељи Конвентрија услишили наредбу леди Годиве. Кројач по имену Том отворио је прозор не би ли је угледао и сместа ослепео. Ова прича се сматра етимолошким пореклом израза у енглеском језику „peeping Tom” за воајера.

## Историјска личност
Леди Годива је била супруга Леофрика, грофа од Мерсије. Имали су једног сина Аелфгара, грофа од Мерсије. Њено име се јавља и у повељама и у извештајима Књиге страшнога суда (Domesday Book), истина, у различитим облицима. Англосаксонско име Godgifu или Godgyfu има за значење „Божји дар“, док је Godiva у ствари латинизиран облик истог. Како се име проширило на све слојеве, појављује се и у многим савременијим варијантама. 
Према хроници опатије у Илају (Liber Eliensis), која датира с краја 12. столећа, Годива је била удовица којом се оженио Леофрик. Био је то по свему судећи врло великодушан пар, који је даривао многе манастире. Године 1043. Леофрик је основао и даровао бенедиктински манастир у Ковентрију. Роџер из Вендовера, енглески хроничар из 13. века, приписује Годиви велико залагање том приликом.